# The New Republic
The New Republic ist ein in den Vereinigten Staaten erscheinendes Politikmagazin. Die Zeitschrift wurde 1914 gegründet und erschien bis zum März 2007 wöchentlich (44 Ausgaben im Jahr), danach rund zweimal pro Monat (20 Ausgaben pro Jahr). 2014 wurde die Frequenz ein weiteres Mal halbiert, sodass nur noch 10 Ausgaben für das Jahr erscheinen. Dieser Änderung im Erscheinungsrhythmus, die zusammen mit einer Umgestaltung des Layouts und des Formats erfolgte, war ein Eigentümerwechsel zu Chris Hughes vorausgegangen. Herausgeber ist seit 2016 Win McCormack; Chefredakteur ist J.J. Gould (seit 2017).

## Geschichte vor 1974
Die erste Ausgabe der von Herbert Croly und Walter Lippmann gegründeten New Republic erschien am 7. November 1914. Die Zeitschrift unterstützte 1917 sowohl den Eintritt der USA in den Ersten Weltkrieg als auch die Russische Revolution. Die anfängliche sozialistische Position (u. a. Unterstützung der Sowjetunion) veränderte sich in den folgenden Jahren, in den 1950er Jahren schlug die Positionsveränderung teils sogar in Unterstützung der Aktionen der McCarthy-Ära um. In den 1960er Jahren veränderten sich die Positionen wieder weiter nach links und es wurde unter anderem der Vietnam-Krieg in den Kommentaren abgelehnt.

## Neuere Entwicklung und inhaltliche Positionen
1974 wurde die Zeitschrift vom Harvard-Professor Martin Peretz gekauft und eine neue Positionierung durchgesetzt. Peretz kritisierte und veränderte vor allem die vorherige wohlwollende Berichterstattung über Unabhängigkeitsbewegungen in der Dritten Welt. Zu Fragen der Steuergesetzgebung und der Staatsfinanzen vertritt die Zeitschrift die Position der politischen Mitte, im sozialen Bereich nimmt sie einen gemäßigten linken Standpunkt ein. In der Außen- und Militärpolitik ist die Haltung hingegen deutlich konservativer. Sie unterstützte unter seiner Ägide – für amerikanische Linke untypisch – außenpolitische Interventionen, wie schon die unter Ronald Reagan beispielsweise in Grenada. Deshalb wird und wurde die Zeitschrift von anderen Linken seit Jahren angegriffen. Den 2003 begonnenen Irakkrieg befürwortete das Magazin zunächst vorbehaltlos auf der Grundlage der von der US-Regierung genannten Begründung der Bedrohung durch Massenvernichtungswaffen sowie aufgrund von humanitären Erwägungen. Nachdem diese Haltung bereits nach dem Ende der offiziellen Kampfhandlungen eingeschränkt wurde, gab die Zeitschrift im November 2006 ihr Bedauern darüber bekannt, den Krieg unterstützt zu haben.
Insbesondere seit dem Amtsantritt George W. Bushs bezeichnen manche die Zeitschrift als „Neocon“-Blatt. Die Linie, die sie vertritt, wird in den USA als „Liberal Hawk“ bezeichnet: Liberale, die bestimmte Kriege befürworten, aber nicht pro-republikanisch sind. So gab der Redakteur Lawrence Kaplan mit William Kristol, Chefredakteur der Neocon-Zeitschrift Weekly Standard, ein Buch über den Irak heraus. Weitere bekannte Liberal Hawks wie Paul Berman und Andrew Sullivan sind Ex-Mitarbeiter von TNR. Peretz selbst, der seinen engen Freund Al Gore 2000 noch bedingungslos gegen Bush unterstützt hatte, kritisierte nach der Wahl 2004 im konservativen Wall Street Journal John Kerry und verhöhnte ihn. Den ehemaligen linken Parteichef der Demokraten Howard Dean sieht die Zeitschrift ebenfalls sehr kritisch.
1998 wurde bekannt, dass das Redaktionsmitglied Stephen Glass mehrere Artikel verfälscht bzw. erfunden hatte. Wegen solcher Eskapaden und unter Linken umstrittenen politischen Positionen hat die Zeitschrift in den letzten Jahren einen Rückgang der Abonnementenzahlen von ca. 95.000 auf unter 65.000 hinnehmen müssen. Gleichzeitig stieg die Auflage der linken Konkurrenz The Nation an.
Im Februar 2007 wurde das Magazin von dem kanadischen Medienkonzern CanWest Global Communications aufgekauft. Bereits zwei Jahre später kaufte Peretz allerdings die Anteile an The New Republic zurück. Im März 2012 wurde der Internet-Unternehmer Chris Hughes Mehrheitseigner des Magazins; er fungierte bis 2016 als Chefredakteur und Herausgeber von The New Republic.
Im Dezember 2014 kam es zu einem Zerwürfnis zwischen dem neuen Eigentümer und Chefredakteur Chris Hughes und seinem Team. Im Wesentlichen wurden Differenzen über die Neuausrichtung als Onlinemedium als Streitpunkt genannt. In dessen Folge verließen Leon Wieseltier und Franklin Foer das Redaktionsteam. Aus Solidarität folgten ihm dann prominente Mitarbeiter wie Julia Joffe, Jonathan Cohn, Alec MacGillis, Amanda Silverman, Hillary Kelly, John Judis, Greg Veis, Noam Scheiber, Rachel Morris, Isaac Chotiner, Jason Zengerle und auch freie Mitarbeiter wie Anne Applebaum und viele andere. Kurz nach der Feier des hundertjährigen Bestehens geriet The New Republic so in eine der schwersten Krisen ihrer Geschichte.
Im Februar 2016 verkaufte Hughes das Magazin an Win McCormack, einen der Gründer von Mother Jones, einem der erfolgreichsten überregionalen linksliberalen Magazine in den Vereinigten Staaten. Chefredakteur ist seit September 2017 der Journalist J.J. Gould.